# Pohjola-Norden
Pohjola-Norden rf är en politiskt obunden medborgarorganisation som arbetar för nordiskt samarbete i Finland. Pohjola-Norden grundades 1924 och har som huvuduppgift att främja nordiskt samarbete. År 2024 hade Pohjola-Norden och dess 70 lokalföreningar cirka 4 200 personmedlemmar, samt cirka 300 skol- och biblioteks-, organisationsmedlemmar.

## Historia
Efter första världskriget upplevde invånarna i Norden ett behov av att fördjupa det inbördes samarbetet. År 1919 grundades nationella Norden-föreningar i Sverige, Norge och Danmark, 1922 på Island och 1924 i Finland. Föreningarnas verksamhet utgick från medborgarna själva och baserades på en känsla av samhörighet som skapades av det gemensamma språket, kulturen och historien samt geografin.
Under mellankrigstiden baserades verksamheten på olika kurser, fester samt student- och kulturutbyte. Efter andra världskriget utvecklades verksamheten till en folkrörelse och kretsar och lokalföreningar grundades runt om i landet. Den nordiska medborgarsamarbetets drivkraft var särskilt vänorts- och vänortssamarbete.
Ända sedan starten har en viktig del av verksamheten varit att upprätthålla kontakter med politiska och näringslivets aktörer. De mest kända initiativen från Norden-föreningarna har varit den nordiska passfriheten (1954), den gemensamma arbetsmarknaden (1954) och de sociala förmånerna (1955). Under senare år har man också ingått bland annat ett nordiskt avtal om undvikande av dubbelbeskattning och ett nordiskt språkligt avtal. En av de viktigaste uppgifterna just nu är att undanröja de kvarvarande gränshindren i Norden.

## Verksamhet
Pohjola-Norden har fyra sektorer för sin verksamhet, skolor, påverkan, evenemang och en medlemstidning.
Pohjola-Norden stöder nordiskhet för skolor och lärare. Förbundet möjliggör nordiska träffar genom att bevilja bidrag för studie- och kursresor för lärare och studieresor för elevgrupper. Det arrangerar sommarkurser i svenska för finskspråkiga gymnasister och delar ut bokstipendier till skolor. Därtill erbjuder förbundet nordiskt material för lärare, till exempel genom undervisningsplatformen Norden i Skolan. Målgrupperna för Pohjola-Nordens skolverksamhet är småbarnspedagogiken, grundskolor, gymnasier, andra stadiets yrkesläröanstalter och lärarutbildningen.
Inom påverkan är avlägsnande av gränshinder som begränsar nordbornas fria rörlighet ett av de viktigaste områdena. Finlands nordiska gränshindernätverk, som leds av Pohjola-Norden, är en sakkunniggrupp specialiserad på att främja fri rörlighet i Norden att och lösa gränshinder. Gränshindernätverket stöder både Pohjola-Nordens eget arbete för att främja nordiskt samarbete och den nordiska visionen om ett konkurrenskraftigt Norden. Gruppen består av representanter för olika myndigheter, ministerier, infotjänster och organisationer. Gränshindernätverkets uppgift är också att fungera som nationellt förberedelsemöte för Nordiska gränshinderrådets möten. Nätverket löser och förebygger konkreta gränshinder och underlättar på det sättet fri rörlighet i Norden.
Pohjola-Norden arrangerar regelbundet evenemang runt om i Finland, ofta flera per månad. 
Pohjola-Nordens tidning är en tvåspråkig tidning som är riktad till medlemmar, samarbetsparter och alla nordiskt intresserade. Tidningen erbjuder synvinklar på nordiska fenomen, händelser och institutioner och förmedlar information om nordisk kultur. Tidningen utkommer med två nummer i året.